# Advanced Intelligent Systems
Advanced Intelligent Systems — це щомісячний рецензований науковий журнал із відкритим доступом видавництва Wiley-VCH, що висвітлює дослідження штучних систем, які розпізнають, обробляють і реагують на подразники/інструкції та вивчають досвід, включаючи робототехніку, автоматизацію, штучний інтелект і машинне навчання, інтерфейс людина-машина, теорія та системи керування, розумні та чутливі матеріали, розумні сенсорні системи та програмована самозбірка.

## Тематика
Сфера застосування Advanced Intelligent Systems поширюється на застосування інтелектуальних систем у промисловості, медицині та повсякденному житті:
- Робототехніка, у тому числі роботи з ногами та гуманоїди, мікророботи та нанороботи, роботи-плавачі та літаючі роботи, біоміметичні роботи та кіборги, промислова робототехніка та медична робототехніка.
- Системи керування, включаючи теорію керування, моделювання та проектування контролерів, мікроконтролерів, механічних та цифрових контролерів.
- Інтелектуальні сенсорні системи, що охоплюють різні застосування (наприклад, оптичні, температурні, газові, деформаційні тощо), тактильні системи, біосенсори та датчики зображення.
- Штучний інтелект, включаючи теорію штучного інтелекту, різні підходи до штучного інтелекту, сприйняття та логіки, обробка мови, машинне навчання, нейронні мережі, багатоагентні системи, пам’ять і сприйняття, нейроморфні обчислення та нейронаукові аспекти штучного інтелекту.
- Інтерфейс людина-машина (HMI) та нейрокомп'ютерний інтерфейс.
- Запрограмована/керована самозбірка та системи, що реагують на стимули.
- Етичні/філософські/політичні/економічні аспекти

## Реферування та індексування
Advanced Intelligent Systems реферується та індексується за:
- Ei Compendex[3]
- Current Contents: Інженерія, обчислювальна техніка та технології[4]
- Inspec[5]
- Science Citation Index Expanded[4]

За даними Journal Citation Reports, імпакт-фактор журналу на 2022 рік становить 7,4.